# Johann Gottlieb Wenig
Johann Gottlieb Wenig (en russe : Bogdan Bogdanovitch Wenig; Богдан Богданович Вениг), né le 18 (30) juillet 1837 à Revel et mort en 1872 à Saint-Pétersbourg, est un peintre allemand de la Baltique, sujet de l'Empire russe. Il a participé à la révolte des Quatorze menée par Kramskoï à l'académie impériale des beaux-arts de Saint-Pétersbourg, le 9 novembre 1863. C'est le frère cadet du peintre Carl Wenig (1830-1908).

## Biographie
Wenig naît dans la famille d'un professeur de musique du gouvernement d'Estland. Son père, Gottlieb Friedrich Wenig, est organiste et violoniste à l'église luthérienne Saint-Nicolas de Revel. Sa mère, née Agathe Fabergé, est la tante du fameux joaillier Carl Fabergé.
La famille déménage en 1848 à Saint-Pétersbourg, où Gottlieb Friedrich Wenig travaille à la direction des théâtres impériaux. Johann Gottlieb quant à lui entre en 1851 à l'école de l'académie impériale des beaux-arts dans la classe de peinture d'histoire dirigée par le recteur de l'académie, Fiodor Bruni (1799-1875), où son frère Carl l'a précédé. Il est considéré comme une dessinateur talentueux et se voit gratifié trois fois d'une petite médaille d'argent: en 1854, 1856 et 1857. Il reçoit deux fois une grande médaille d'argent en 1856 et 1857, une petite médaille d'or en 1859 pour son tableau Scène des jeux olympiques, et enfin une grande médaille d'or en 1862 pour son esquisse du Baiser de Judas.
Il fait partie des signataires de la pétition qui aboutit à la révolte des Quatorze, le 9 novembre 1863, à l'académie et il est donc expulsé du concours. Il prend part alors à l'artel des artistes de fin 1863 à 1867. En 1865, il collabore à la fresque de la coupole de la cathédrale du Christ-Sauveur de Moscou d'après les cartons de Kramskoï et de Markov, aux côtés de Kramskoï et de Kochelev.
Il se fait également connaître comme portraitiste.